# Tetiana Apołłonina
Tetiana Ołeksandriwna Apołłonina, ukr. Тетяна Олександрівна Аполлоніна (ur. 25 sierpnia 1987 w Iwano-Frankiwsku) – ukraińska piłkarka i futsalistka, grająca na pozycji obrońcy w klubie Ładomyr-2 Włodzimierz, trenerka piłkarska.

## Kariera piłkarska

### Kariera klubowa
W 2004 rozpoczęła karierę klubową w seniorskiej drużynie Naftochimika Kałusz. W 2008 została zaproszona do Illicziwki Mariupol. W 2011 przeniosła się do Łehendy Czernihów. W 2013 została zawodniczką klubu Żytłobud-1 Charków. W 2017 zasiliła skład DJuSSz-3 Iwano-Frankiwsk, a po roku dołączyła do klubu Ładomyr Włodzimierz.

## Kariera trenerska
W lipcu 2021 roku została mianowana na stanowisko głównego trenera drugiej drużyny Ładomyr-2 Włodzimierz, wychodząc również na boisko jako piłkarka.

## Sukcesy i odznaczenia

### Sukcesy klubowe
Naftochimik Kałusz
- mistrz Ukrainy: 2007

Żytłobud-1 Charków
- mistrz Ukrainy: 2013, 2014
- zdobywca Pucharu Ukrainy: 2013, 2014, 2016

### Sukcesy indywidualne
- tytuł Mistrza sportu Ukrainy: 2007